# Sparganothis inconditana

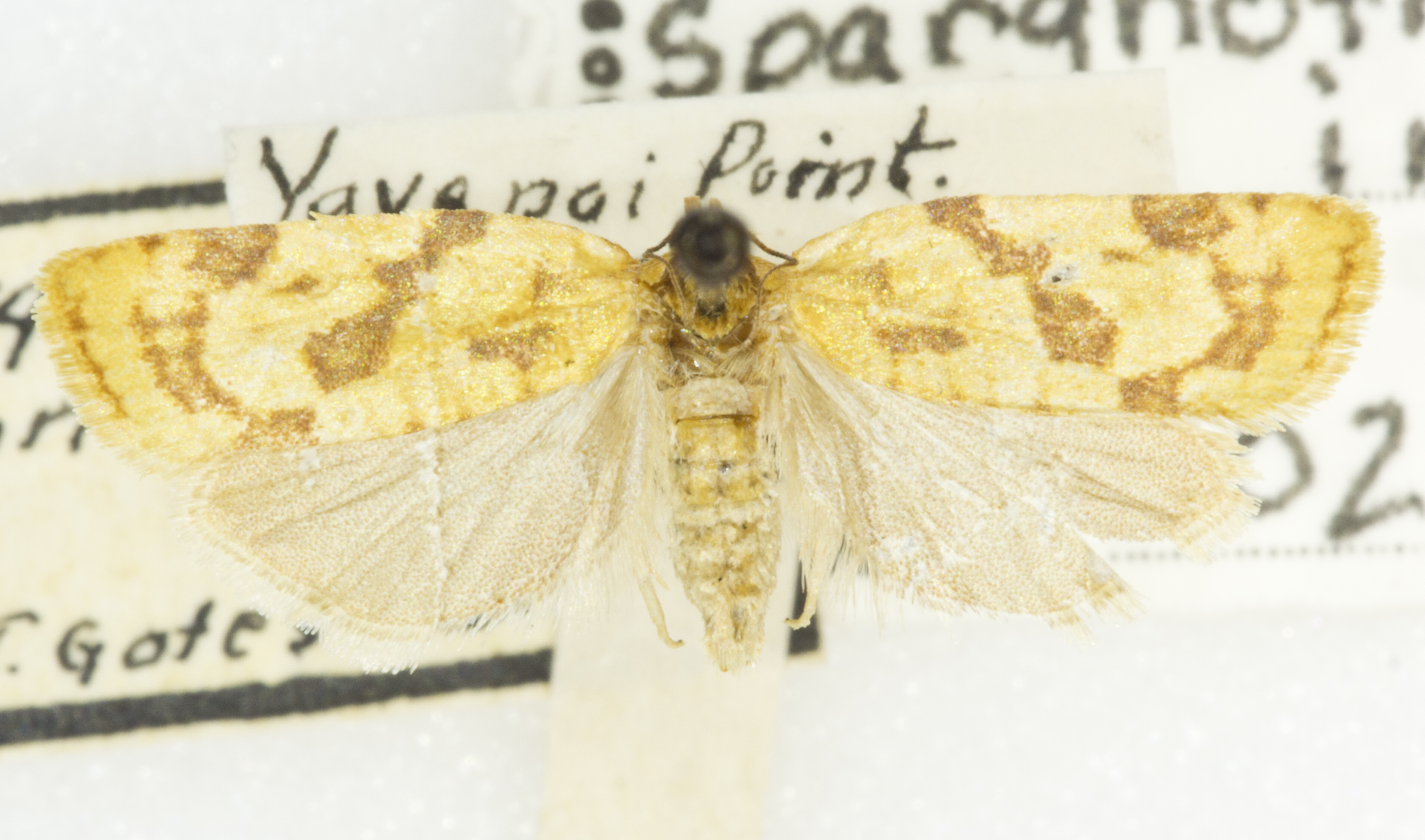
Sparganothis inconditana

Sparganothis inconditana is een vlinder uit de familie van de bladrollers (Tortricidae). De wetenschappelijke naam van de soort is voor het eerst geldig gepubliceerd in 1879 door Walsingham.